# Claes Bang

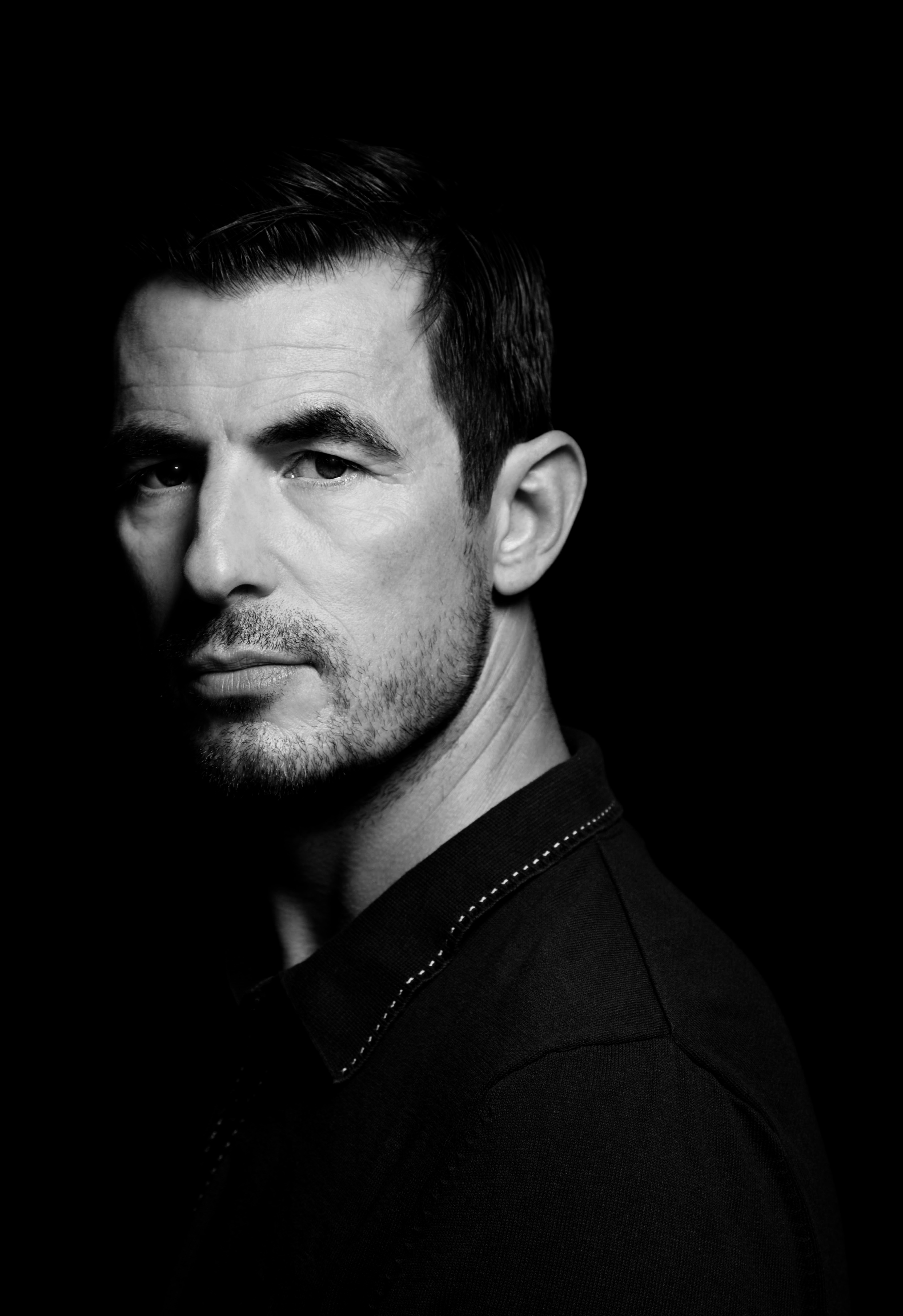
Claes Bang, 2015

Claes Kasper Bang (* 28. April 1967 in Odense) ist ein dänischer Schauspieler.

## Leben
Claes Bang absolvierte von 1992 bis 1996 eine Schauspielausbildung an der Nationalen Theaterschule (Statens Teaterskole) in Kopenhagen. Sein Debüt als Schauspieler gab er 1996 am Kindertheater Skægspiren (Børneteatret Skægspiren) in Odense.
Seinen ersten großen Erfolg als Theaterschauspieler hatte er 1997 als Pelléas in dem Schauspiel Pelléas et Mélisande am Theater Kaleidoskop in Kopenhagen. Dort spielte er im selben Jahr auch noch in dem Theaterstück Kondylomer. Von 2001 bis 2004 war Claes Bang festes Ensemblemitglied am Aalborg Teater in Aalborg; dort gelang ihm der Durchbruch mit dem Monolog Ondskaben (nach dem Roman von Jan Guillou). Zu seinen weiteren Bühnenrollen am Aalborg Teater gehörten u. a. Lorenzo in Der Kaufmann von Venedig und Varius in Die gelehrten Frauen. Außerdem trat er dort in dem Musical Kiss Me, Kate (2002) und in einer Theaterfassung des Romans In 80 Tagen um die Welt (in div. Rollen) auf. 2004 spielte er bei einer Hamlet-Freilichtaufführung auf Schloss Kronborg die Rolle des Rosenkrantz. 
Bang hatte außerdem Theaterengagements am Det Danske Teater, am Husets Teater in Kopenhagen (u. a. 2005, 2009 und 2010) und am Århus Teater in Århus. Am Århus Teater trat er u. a. als Erik in Die Gregersen Saga. Die ganze Geschichte (2005–2007; 2008; Originaltitel: Gregersen Sagaen) und 2007 als Rogozin in einer Bühnenfassung des Romans Der Idiot auf. 
Bang wirkte in zahlreichen dänischen Kinofilmen, Fernsehfilmen und Fernsehserien mit. In Dänemark hatte er durchgehende Serienrollen in den Serien Taxa (1997–1999; als Kriminalbeamter Christian), Hotellet (2001; als Kriminalassistent Bjarne) und 2900 Happiness (2008–2009; als Bürgermeister Hans Holm). 
In der dänischen Polizeiserie Anna Pihl – Auf Streife in Kopenhagen hatte er von 2006 bis 2008 eine durchgehende Serienhauptrolle. Er spielte Martin, den Kollegen und Freund der weiblichen Hauptfigur. Dadurch wurde Bang auch in Deutschland stärker bekannt. 2006 hatte er eine kleine Rolle in dem dänischen Kinofilm En Soap. In der dänisch-schwedisch-deutschen Krimiserie Die Brücke – Transit in den Tod war er 2013 in mehreren Episoden als Callboy/Gigolo Claudio zu sehen.
Bereits 2003 hatte Bang eine Episodenrolle in einer deutschen Fernsehserie übernommen, als Däne Jørn in der ZDF-Serie Der Landarzt. Seit 2010 war Bang dann regelmäßig auch in deutschsprachigen Rollen in deutschen Film- und Fernsehproduktionen zu sehen. In dem Kinofilm Dschungelkind (2011) übernahm er die Rolle des Amerikaners Herb. In der 8. Staffel der ZDF-Serie SOKO Wismar (2012) hatte er eine der Episodenhauptrollen als in Wismar ermittelnder estnischer Gastkommissar Urmas Savi. In dem Fernsehfilm Alle unter eine Tanne, der im Dezember 2014 auf Das Erste erstausgestrahlt wurde, spielte er, an der Seite von Gaby Dohm, deren über 20 Jahre jüngeren Liebhaber, den Fahrlehrer Micha. In den zwei Staffeln der ZDF-Fernsehserie Sibel & Max (2015–2016) hatte Bang eine durchgehende Serienhauptrolle. Er verkörperte die Figur des Dr. Tobias Olsen, einen Unfallchirurgen und Mitinhaber einer ärztlichen Notfallpraxis. Im Dezember 2016 war Bang in der ZDF-Krimiserie SOKO Köln in einer Episodenhauptrolle als unter Tatverdacht stehender dänischer Profi-Minigolfspieler Jens Jensen zu sehen.
2017 übernahm Bang die Hauptrolle in Ruben Östlunds satirischem Drama The Square, das beim 70. Filmfestival von Cannes mit der Goldenen Palme ausgezeichnet wurde. Bang selbst erhielt für seine Darstellung des Museumskurators Christian den Europäischen Filmpreis. Seither war er in mehreren internationalen Produktionen zu sehen. 
2020 war er in der titelgebenden Hauptrolle der Netflix-Miniserie Dracula zu sehen, die in Kooperation mit der BBC produziert wurde. 
Claes Bang ist mit der Stylistin Lis Louis-Jensen verheiratet und lebt in Kopenhagen und in Berlin.

## Filmografie (Auswahl)
- 1997–1999: Taxa (Fernsehserie)
- 1998: Wenn Mama nach Hause kommt (Når mor kommer hjem..)
- 2001: Hotellet (Fernsehserie)
- 2002: Unit One – Die Spezialisten (Fernsehserie)
- 2003: Langt fra Las Vegas (Fernsehserie)
- 2003: Der Landarzt (Fernsehserie; Folge: Wiedersehen in Dänemark)
- 2005: Danmarks sjoveste mand (Kurzfilm)
- 2005: En Soap (Kinofilm)
- 2006–2008: Anna Pihl – Auf Streife in Kopenhagen (Fernsehserie)
- 2007: Carls engle (Kurzfilm)
- 2008–2009: 2900 Happiness (Fernsehserie)
- 2010: Küstenwache (Fernsehserie; Folge: Am Abgrund)
- 2011: Dschungelkind (Kinofilm)
- 2012: SOKO Wismar (Fernsehserie; Folge: Zuckerbrot)
- 2012: Notruf Hafenkante (Fernsehserie; Folge: Unter Brüdern)
- 2013: Die Brücke – Transit in den Tod (Fernsehserie)
- 2014: Alle unter eine Tanne (Fernsehfilm)
- 2014: Überleben an der Scheidungsfront (Fernsehfilm)
- 2015: Rettet Raffi!
- 2015–2016: Sibel & Max (Fernsehserie)
- 2016: SOKO Köln (Fernsehserie; Folge: Wetten, dass …?)
- 2017: The Square
- 2018: Verschwörung (The Girl in the Spider’s Web)
- 2019: The Last Vermeer
- 2019: The Burnt Orange Heresy
- 2019: The Affair (Fernsehserie)
- 2020: Dracula (Fernsehserie)
- 2021: Locked Down
- 2021–2022: The Outlaws (Fernsehserie)
- 2022: It Is In Us All
- 2022: The Northman
- 2022: Bad Sisters
- 2023: Stockholm Bloodbath
- 2024: Der Meister und Margarita (Мастер и Маргарита)
- 2024: The New Look (Fernsehserie)
- 2024: Wilhelm Tell (William Tell)
- 2024: Bonjour Tristesse
- 2025: L’inconnu de la Grande Arche